# Mario & Luigi: Superstar Saga
Mario & Luigi: Superstar Saga, conocido en Japón como Mario & Luigi RPG (マリオ＆ルイージRPG Mario ando Ruīji Ārupījī?), es un videojuego de género RPG desarrollado por AlphaDream y publicado por Nintendo para la consola portátil Game Boy Advance. Se trata del tercer RPG de la serie Mario, después de Super Mario RPG: Legend of the Seven Stars para SNES y Paper Mario para Nintendo 64. Superstar Saga fue continuada por cuatro secuelas. Posteriormente fue desarrollada una versión de este mismo juego llamada Mario & Luigi: Superstar Saga para Nintendo 3DS. La música fue compuesta por Yōko Shimomura, quien ya había participado anteriormente en juegos de estilo RPG. La crítica elogió la banda sonora, y comentó que «la música resulta nostálgica, pues se combina con los temas anteriores ya escuchados a lo largo de la serie; sin embargo, 'serpentea' frecuentemente».
Al iniciar el juego, los personajes se encuentran en el Reino Champiñón pero debido a los acontecimientos del argumento, estos se trasladan al Reino Judía, ya que la mayoría del juego se enfoca en cómo Mario y Luigi combaten a Cackletta, la principal antagonista. El argumento comienza cuando Cackletta, con la ayuda de su asistente Fawful, roba la voz de la Princesa Peach tras adoptar la apariencia del embajador del Reino Haba. El personaje Fawful aparece en las dos secuelas del juego, tomando papeles variados, que van desde un personaje secundario como vendedor de habas, hasta el enemigo principal de la trama.
Como un RPG, se centra en un sistema de batalla distinto al de los juegos tradicionales del género, con énfasis en la sincronización entre los personajes y en la creación de ataques más elaborados. La crítica comentó acerca del sistema de batalla y lo consideró como «innovador», sin embargo coincidió en que la falta de dificultad en el juego hacía parecer que este estaba dirigido únicamente a un público joven. Tiene un tono «errático» debido a que el juego puede cambiar drásticamente en diferentes temáticas argumentales, ya que durante el juego se presentan diversos chistes y referencias cómicas que han sido heredadas de los anteriores juegos de Mario. De forma general, Superstar Saga fue recibido positivamente por la crítica y la prensa, e IGN lo nombró como el duodécimo mejor juego de todos los tiempos para la Game Boy Advance, en función al tiempo en que la consola estaba disponible en el mercado americano. El juego llegó al mercado de Estados Unidos y Latinoamérica el 17 de noviembre del 2003 y cuatro días después a Europa y a Japón.

## Escenario
A diferencia de la mayoría de los anteriores títulos en la serie de Mario, este juego no se lleva a cabo en el Reino Champiñón. En cambio, Superstar Saga introduce al Reino Judía, un reino vecino del Reino Champiñón. A pesar de esto, los enemigos tradicionales como los Goomba, están presentes, así como nuevos enemigos exclusivos para el juego. La raza predominante son los «Habas», aunque hay otras especies como los «JuaJuás» y los Yoshis. El Reino Judía al ser tanto un lugar como elemento nuevo dentro de la serie, permite al jugador explorar ciertas áreas que en anteriores juegos de Mario eran inexistentes, como por ejemplo la Universidad Jajá; sin embargo, varias zonas importantes de la serie aparecen en Superstar Saga, de entre las que podemos destacar el Castillo de Bowser, ya que este es un elemento importante durante el final argumental del juego.

### Personajes
Los protagonistas controlables en el juego son Mario y Luigi. Superstar Saga se desvía de la línea argumental tradicional implantada en la serie, ya que en esta entrega, Bowser no es el principal antagonista, sino la bruja Cackletta. A pesar de ayudar a los protagonistas durante un período del juego, el cuerpo de Bowser es poseído por la conciencia y alma de Cackletta para formar una criatura llamada Bowletta. La Cackletta original es asistida por su súbdito Fawful, quien a menudo usa un lenguaje cómico, tal como lo demuestra en su icónica frase,  «¡Tengo furia!»— y que también es el propietario de la tienda de habas en Mario & Luigi: Partners in Time para Nintendo DS y el antagonista principal de Mario & Luigi: Bowser's Inside Story también para DS. Además, Mario y Luigi tienen incidentes frecuentes con un ladrón llamado Panyo, quien meterá en aprietos a ambos personajes en más de una ocasión a lo largo del juego, junto con su camarada Novato (el cual es Bowser, aunque sufre de amnesia).
Durante el juego, Mario y Luigi deben trabajar con la monarquía del Reino Judía encabezada por la Reina Haba. Tanto ella como su hijo, el Príncipe Peasley, ofrecen a Mario y a Luigi ayuda para recuperar la Habaestrella. El joven Príncipe Peasley es una celebridad dentro de su país natal, el Reino Haba. La búsqueda central del argumento se encauza al rescate de la voz de la Princesa Peach, la cual fue robada por Cackletta y por Fawful.

### Trama

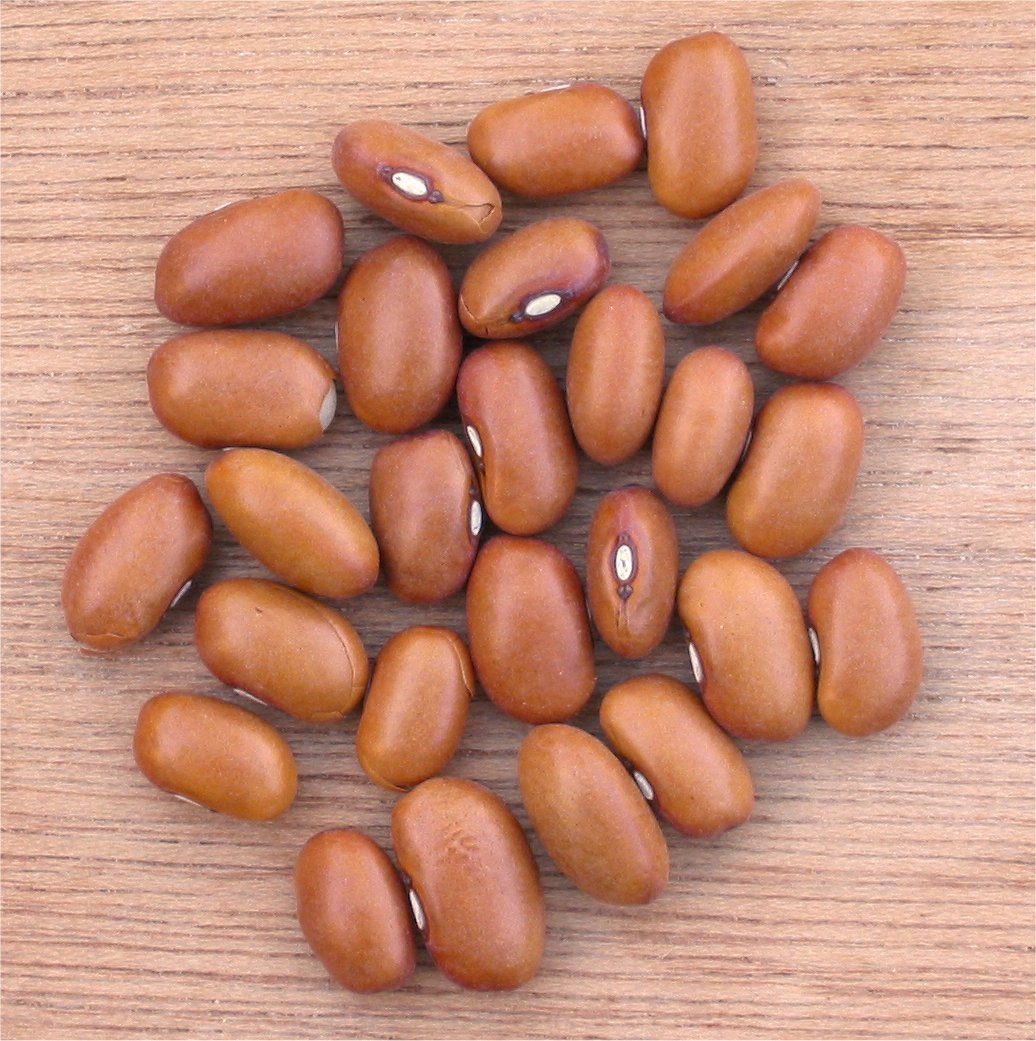
Los frijoles forman parte importante de la trama, ya que estos pueden usarse de muchas maneras, como coleccionarse o venderse, para así obtener dinero y adquirir más mercancías; estos objetos están esparcidos por todo el Reino Judía, además de que sólo se encuentran bajo tierra.

Al inicio del juego, la Princesa Peach está en su castillo aguardando al embajador del Reino Judía. Pronto se revela que el «embajador» es de hecho Cackletta, quien, ayudada por su cómico secuaz Fawful le roba la voz reemplazándola con explosivos. Después de ser advertidos de lo sucedido con la Princesa Peach por parte de Toad, Mario y Luigi luchan contra Bowser, quien decide no secuestrar a la Princesa Peach debido a su «vocabulario explosivo» ya que este arruinaría su castillo. Por ello, Bowser hizo un acuerdo para ayudar a los Mario Bros. a recuperar la voz de la Princesa Peach. Luego, los tres viajan al Reino Haba para encontrar a Cackletta.
Durante el transcurso del juego, Mario y Luigi se enteran de que el verdadero objetivo de Cackletta es activar la Beanstar, un objeto que tiene la capacidad de conceder cualquier clase de deseos a su propietario, y que con la ayuda de la voz de una princesa puede usarse para gobernar al mundo. La Beanstar es descrita como un objeto que sólo actúa sobre alguien cuya voz sea totalmente pura, y la Princesa Peach es la única persona conocida que posee dicha voz. A mitad del juego, Mario y Luigi se enfrentan a Cackletta. Después de su derrota, Bowser es poseído por el espíritu de Cackletta, resultando en Bowletta, quien, tras comprender que en realidad no robó la voz de la Princesa Peach, secuestra a la princesa y se apodera del Castillo de Bowser. Los hermanos unen fuerzas con el Príncipe Peasley para derrotarla. Sin embargo, Bowletta derrota a Mario y a Luigi, y a continuación se los traga. Dentro de su estómago, ambos hermanos apenas conscientes, encuentran el alma de Cackletta a la cual intentan confrontar. El alma de Cackletta es derrotada completamente, volviendo a la normalidad el cuerpo de Bowser; y con ello, no sólo salvan al Reino Haba, sino también al Reino Champiñón.

## Forma de juego
Mario & Luigi: SuperStar Saga dispone de un sistema de batalla similar a los utilizados en Super Mario RPG: Legend of the Seven Stars y Paper Mario, en los que la acción de presionar por cierto tiempo los botones es crucial tanto para incrementar el daño de ataques de los personajes como para reducir el daño de los ataques enemigos. Este sistema, sin embargo, es aún más importante en SuperStar Saga, ya que en el momento en el que se presiona el botón oportunamente, no sólo puede aumentar el daño infligido por los ataques, sino también evitar por completo los ataques del enemigo o incluso llegar a ser contraproducentes. Una habilidad única en SuperStar Saga son los Bros. Attacks  que se vuelven disponibles después de aprender nuevas técnicas. Los Bros. Attacks le permiten a Mario y a Luigi utilizar ataques combinados mediante el uso de Bros. Points (BP) . Cuantos más puntos son utilizados, se determina la cantidad máxima de daño que se puede causar y el grado de dificultad necesario para ejecutar la técnica seleccionada. Las habilidades basadas en los hermanos no afectan exclusivamente al sistema de combate, sino que también pueden ser usadas fuera del campo de batalla, para resolver Puzzles y con ello seguir explorando el Reino Haba. Cabe destacar que varias de las técnicas que usan ambos hermanos son necesarias para avanzar a través del argumento, así como para derrotar más fácil y rápido a los jefes de las zonas; se puede mencionar en particular a la Mano de Fuego y a la Mano de Trueno, las cuales les son de gran utilidad tanto a Mario como a Luigi a lo largo de su travesía, respectivamente.
En términos de gameplay, Mario & Luigi: SuperStar Saga se diferencia de la mayoría de otros juegos del género RPG, debido principalmente a la cantidad de interacción que se requiere entre Mario y Luigi. A diferencia de Paper Mario, SuperStar Saga requiere de una activa y continua cooperación entre los dos personajes principales con el fin de resolver Puzzles concretos, así como durante las batallas. Donde este título difiere de los demás, radica en la cantidad de correlación que existe entre ambos personajes. Por ejemplo, cuando se obtiene una nueva habilidad en el mapa general, ésta también desbloquea una nueva técnica dentro de las batallas. A pesar del sistema de batalla, SuperStar Saga sigue muchas de las características de un RPG, en especial porque los jugadores pueden incrementar su poder al «subir de nivel», en la cual múltiples valores estadísticos, como son la velocidad y la defensa, se incrementan por cada nivel ganado. El gameplay de SuperStar Saga incorpora objetos coleccionables que pueden comprarse o venderse en tiendas, tales como medallas o incluso ropa, que efectivamente afectan a las estadísticas del jugador en caso de desgaste. El gameplay se centra en gran medida a la resolución de puzzles y de la interacción entre los personajes no controlables para avanzar en la historia. Al igual que otros títulos de Mario lanzados para la Game Boy Advance, SuperStar Saga ofrece el clásico juego de arcade, Mario Bros., el cual es compatible con todos los demás títulos de la serie Super Mario Advance. Mario & Luigi: SuperStar Saga también incorpora una función vibratoria cuando se juega con el Game Boy Player.

## Desarrollo
| Diseñadores           | Eiyo Andou Jun Iwasaki                                  |
| Director              | Yoshiko Maekawa                                         |
| Ilustrador            | Masanori Suto                                           |
| Programador principal | Masashi Haraki                                          |
| Gráficos              | Shuji Kamohara                                          |
| Música                | Yōko Shimomura                                          |
| Productores           | Shigeru Miyamoto Tetsuo Mizuno Satoru Iwata (ejecutivo) |
| Supervisor            | Takashi Tezuka                                          |
| Guion                 | Makoto Aioi                                             |
| Soporte de sonido     | Kōji Kondō                                              |
| Voces                 | Scott Burns Charles Martinet Jen Taylor Kazumi Totaka   |
| Referencia            | [ 3 ]                                                   |

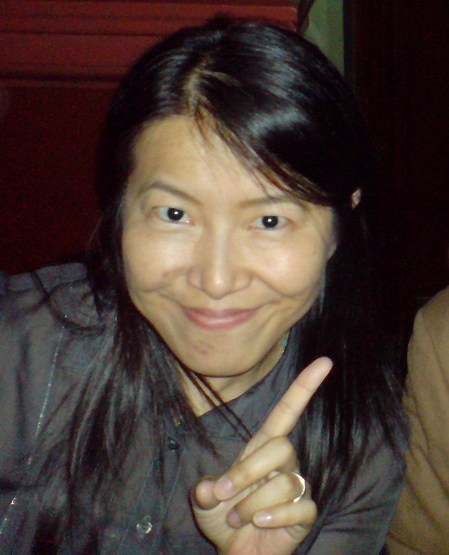
La música compuesta por Yōko Shimomura fue considerada por la crítica como una «sensación única y nostálgica».

El juego fue desarrollado por AlphaDream, revelado inicialmente en el E3 de 2003, donde una demo jugable se encontraba disponible. Una demostración jugable también estaba disponible en la Nintendo Gamers' Summit de 2003. Se comentó que Superstar Saga tuvo su inspiración en el juego para Nintendo 64, Paper Mario, con obvias similitudes en el gameplay y temas referentes entre ellos. Para vincular el juego con temas cómicos, Nintendo organizó un concurso oficial entre los meses de octubre y noviembre del año de 2003 en el que los jugadores que trataran de presentar la mejor broma de estilo tock-tock, podían ganarse una Game Boy Advance SP y una copia del juego. Nintendo contrató a su empleada experta en comedia, Kathy Griffin para seleccionar al ganador. Asimismo, Nintendo optó por combinar el motor gráfico del juego Paper Mario, para adecuarse a los requisitos que AlphaDream había solicitado, alegando que esto le daría una «sensación divertida, mezclada al estilo RPG».
La música de este juego fue compuesta por Yōko Shimomura, ya que anteriormente había participado en diferentes proyectos relacionados con el género de RPG, entre los cuales incluyen a Super Mario RPG: Legend of the Seven Stars para el Super Nintendo Entertainment System y Kingdom Hearts para la PlayStation 2 y de acuerdo con la crítica «la nueva música se complementa con muchos de los temas familiares oídos en anteriores juegos de Mario».

## Recepción
La mayoría de los analistas tuvieron una reacción positiva hacia Superstar Saga. El diálogo y los temas cómicos del juego, en particular, fueron elogiados ampliamente por la crítica. El revisor de Eurogamer, Tom Bramwell comentó que «cada línea de diálogo y cada cameo reconocible se maneja con un adorable sentido del humor». A pesar de esto, Andrew Long de RPGamer designó al argumento como «repetitivo», y a los personajes del juego como «un poco superficiales». Aunque también algunos apreciaban las referencias dejadas por herencia de los anteriores juegos de Mario, la crítica elogió el juego por evitar que los clichés frecuentes que se generan alrededor de los títulos relacionados con la serie Mario fueran asociados al juego.
El gameplay que el juego alcanzó, obtuvo una recepción mixta en general. Los críticos parecían disfrutar de un sistema de batalla diferente al modo tradicional de los juegos de rol. El editor de IGN, Craig Harris comentó que «a diferencia de los RPGs japoneses, el sistema de batalla basado por turnos que posee Mario & Luigi involucra al jugador en todo momento». A pesar del nuevo enfoque dado a la forma de peleas, algunos críticos pensaron que el juego carecía en general de innovación. GameSpy en particular, criticó al juego por la aparente falta de originalidad, a lo cual comentó que «en términos de gameplay no hay mucho que decir, ya que no hemos visto nada de diferente con los anteriores títulos de Mario o de Zelda para la NES y la SNES». Por otra parte, algunos críticos se sintieron decepcionados por una supuesta falta de dificultad en el juego como resultado del enfoque hecho para un público joven. Cubed3 recibió este planteamiento de buena manera, citando que «cualquier jugador, ya sea veterano o un completo amateur dentro del género, tal vez encuentre al título perfectamente accesible». Publicaciones enfocadas a los videojuegos, como Edge, han criticado los controles por ser en ocasiones confusos cuando se considera el uso de saltos, martillos, y otras combinaciones entre los dos personajes. El título ganó y calificó al puesto 37.º para el mejor juego hecho para cualquier consola de Nintendo en la lista Top 200 Games de Nintendo Power.
Una observación común entre los críticos es sobre la perspectiva aérea, ya que los analistas se han quejado de que esto les impide jugar en las rutas importantes del juego y encontrar la ubicación de ciertos objetos en relación con el fondo del escenario. Por otro lado, los efectos visuales fueron en general bien recibidos, así como la ambientación y las animaciones. El audio fue elogiado por la combinación de originalidad y de nostalgia, a pesar de que «serpentea» frecuentemente. En 2007, Mario & Luigi: Superstar Saga fue nombrado el duodécimo mejor juego para la Game Boy Advance de todos los tiempos, de acuerdo al sitio IGN cuando realizó una reflexión sobre la vida útil que adquirió el Advance, durante el tiempo que ésta era vendida en el mercado americano. Superstar Saga vendió 441.000 unidades en Japón y 1,46 millones en los Estados Unidos. En 2006, el juego formó parte del catálogo hecho por Nintendo, Player's Choice.

## Secuelas
Nintendo publicó Mario & Luigi: Partners in Time, la secuela de Superstar Saga, el 28 de noviembre de 2005 para la consola Nintendo DS. La trama y escenario se encuentran relativamente apartados a la de Superstar Saga, ya que Cackletta ha sido sustituida por una raza alienígena llamada «Shroobs» como los antagonistas principales. Aunque el juego se desarrolla fuera del Beanbean Kingdom, hay referencias de Superstar Saga en Partners in Time, como por ejemplo, la inclusión de Fawful en las alcantarillas bajo el castillo de la Princesa Peach en dicho juego. Los Bros. Moves —en español: Ataques Tándem— continuaron existiendo en Partners in Time, a pesar de que implican un sistema opuesto al basado en los Bros. Points —Puntos Hermanos— que tuvo Superstar Saga. Una segunda secuela, Mario & Luigi: Bowser's Inside Story, fue lanzada en 2009 de igual forma para la consola táctil, con Fawful retomando su papel de villano clave y a Bowser con un papel fundamental en la historia. En Nintendo 3DS fueron publicadas dos secuelas más: Mario & Luigi: Dream Team, en la que Luigi toma un papel importante, y Mario & Luigi: Paper Jam, en la que muestra la unión de esta saga con Paper Mario.

## Nueva versión
En 2017, una nueva versión de este juego fue lanzado para la Nintendo 3DS bajo el nombre de Mario & Luigi: Superstar Saga + Bowser's Minions, el cual añade un nuevo modo llamado Historia de un secuaz: En busca de Bowser, el cual es protagonizada por un Goomba que fue encerrado por Mario y Luigi en un barril cuando estos estaban en el Helikoopa (Método que usan para viajar al Reino Judía). Cuando la ya antes mencionada nave se estrella contra la frontera del Reino Judía, el Goomba acaba en la Montaña Juajuá (Parte del Reino Judía), donde este pelea contra enemigos y más tarde se encuentra con otros Goombas, los cuales recluta a su equipo y denominan Capitán Goomba. Las mecánicas de este modo son muy distintas a las del juego normal, ya que tienes que organizar las tropas que vayas reclutando (no son solo Goombas), el desplazamiento por el mapa se hace al estilo de Super Mario Bros. 3, y cada nivel es una batalla. Él más tarde se entera de que Bowser no se acuerda de quién es, y lo sigue pero pierde el rastro. Más tarde ve que un famoso ladrón llamado Panyo es ahora su jefe, al cual derrotas varias veces durante esta historia. Después ven que Fawful hipnotiza a sus amigos con un humo púrpura que sale de su casco volador, incluyendo entre estos a Goombilón, Cabo Paratroopi, Sargento Guydo y a los Koopalings. Más tarde, estos son deshipnotizados y se unen al equipo del Capitán Goomba. Consiguen llegar al castillo de Bowser (el cual ahora está volando) y descubren que cuando Mario y Luigi derrotaron a Cackletta, Fawful absrobió su espíritu en su casco volador y lo puso en el cuerpo de Bowser, poseyéndolo y convirtiéndose en Bowletta. Al final, el Capitán Goomba y su equipo derrotan a Fawful.